# Илхамов, Анвар
Анвар Илхамов (узб. Anvar Ilhomov; 20 августа 1946, Ташкент, Узбекская ССР, СССР) — советский, узбекский архитектор, художник-наккош. Заслуженный деятель искусств Узбекской ССР (1983), академик Академии художеств Узбекистана (2017). Лауреат Государственной премии Узбекистана им. Камолиддина Бехзода (1997).

## Биография
Родился 20 августа 1946 года в Ташкенте. С 1963 по 1968 годы учился в Республиканском художественном училище им. П. Бенькова, в 1973 году окончил архитектурный факультет Ташкентского политехнического института. С 1967 по 1977 годы работал на Ташкентском экспериментальном керамическом заводе, с 1977 по 1980 годы — художником-наккошем творческого объединения «Усто», с 1980 года руководитель творческой группы.
В 1983 году Анвару Илхамову было присвоено почётное звание заслуженного деятеля искусств Узбекской ССР. В 1997 году он был удостоен Государственной премии Узбекистана им. Камолиддина Бехзода. 21 сентября 2017 года был избран действительным членом Академии художеств Узбекистана.

## Творчество
В своих работах гармонического сочетания приёмов художника-керамиста, живописи и резьбы по дереву в традиционном оформлении зданий. Внёс большой вклад в возрождении утраченного стиля «кундаль» — традиционной росписи сусальным золотом рельефа из папье-маше. Среди его работ: банкетный зал Дворца «Дружбы народов» (1980), кафе «Дилором», «Юлдуз», «Сырдарья» (1980), Дворец культуры текстильщиков (1987), концертный зал «Туркестан» (1995), Государственный музей истории Тимуридов (1997) в Ташкенте; здание Сырдарьинского областного театра в Гулистане (1985); ресторан «Туркестан» в Ганновере (1992); мемориальный комплекс имама Аль-Бухари в Самаркандской области (1998); мемориальный комплекс Ахмада аль-Фергани в Куве (1998).

## Награды
- Заслуженный деятель искусств Узбекской ССР (1983)[2]
- Лауреат Государственной премии Узбекистана в области изобразительного и прикладного искусства, народных ремесел им. Камолиддина Бехзода (1997)[2]